# U-279
Unterseeboot 279 foi um submarino alemão do Tipo VIIC, pertencente a Kriegsmarine que atuou durante a Segunda Guerra Mundial.

## Comandantes
| Comandante        | Data                                          |
| ----------------- | --------------------------------------------- |
| Kptlt. Otto Finke | 3 de fevereiro de 1943 - 4 de outubro de 1943 |

## Subordinação
Durante o seu tempo de serviço, esteve subordinado às seguintes flotilhas:
| Período                                      | Flotilha                                  |
| -------------------------------------------- | ----------------------------------------- |
| 3 de fevereiro de 1943 - 31 de julho de 1943 | 8. Unterseebootsflottille (treinamento)   |
| 1 de agosto de 1943 - 4 de outubro de 1943   | 9. Unterseebootsflottille (serviço ativo) |

## Operações conjuntas de ataque
O U-279 participou das seguinte operações de ataque combinado durante a sua carreira:
- Rudeltaktik Rossbach (24 de setembro de 1943 - 4 de outubro de 1943)